# Rakieta (zegarki)

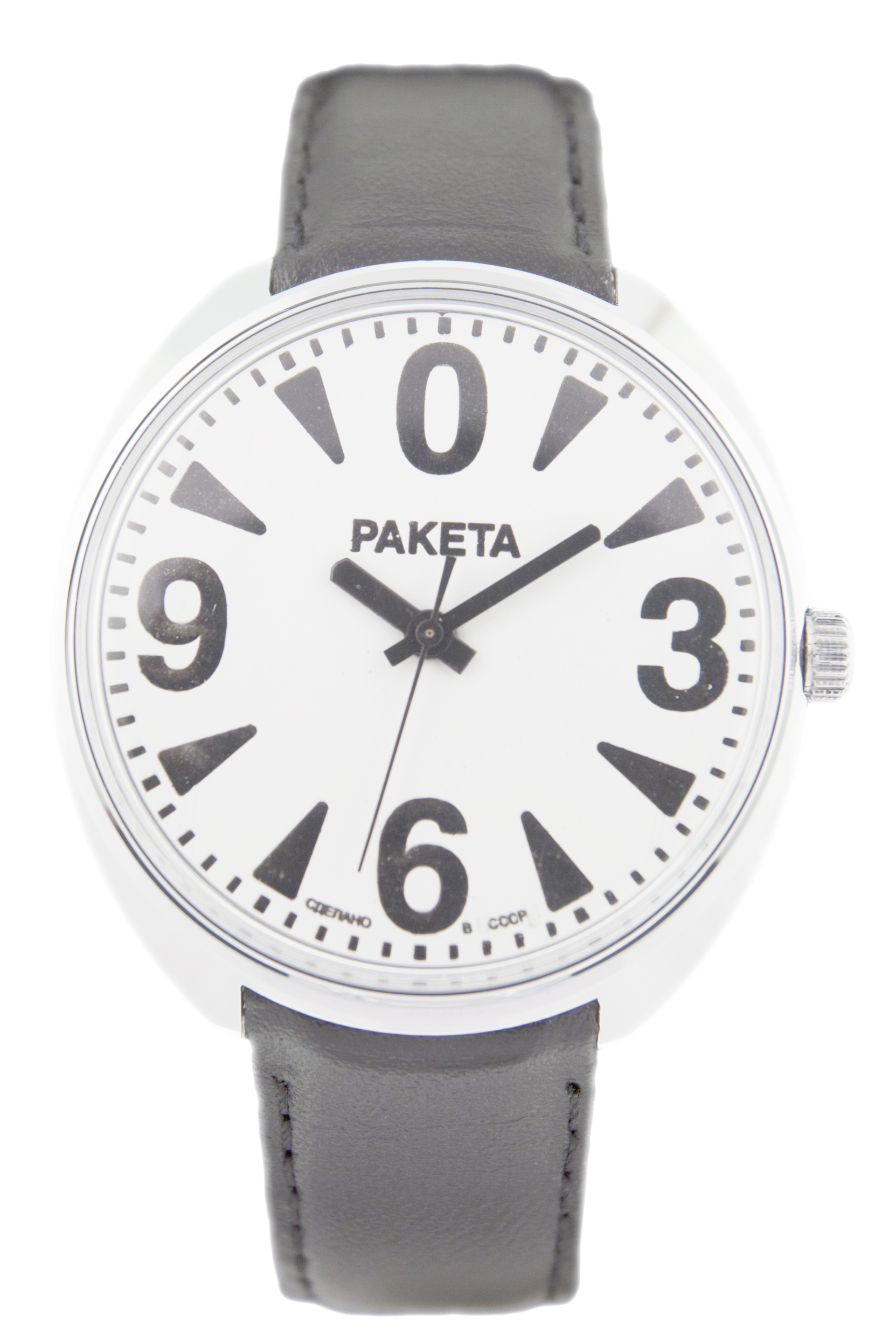
Rakieta 1985, tzw. „Big Zero”

Raketa (ros. Paкeтa) – marka zegarków produkowanych od 1961 roku przez Fabrykę Zegarków Pietrodworiec w Petersburgu.
Zegarki Rakieta były produkowane dla Armii Czerwonej, marynarki radzieckiej, na wyprawy na biegun północny, jak również dla ludności cywilnej. Fabryka Zegarków Pietrodworiec to najstarsza fabryka w Rosji, została założona przez Piotra Wielkiego w 1721 r.